# Waterton-Lakes-Nationalpark
Der Waterton-Lakes-Nationalpark (englisch Waterton Lakes National Park of Canada, französisch Parc national du Canada des Lacs-Waterton) liegt im Süden der kanadischen Provinz Alberta direkt an der Grenze zum US-amerikanischen Bundesstaat Montana. Er ist etwa 270 km von Calgary und 560 km von Edmonton entfernt. Der Waterton-Lakes-Nationalpark wurde 1895 als vierter kanadischer Nationalpark gegründet und erhielt seinen Namen von drei Seen (Waterton Lakes: Upper – Middle – Lower). Außerdem ist er Kernzone des 1979 von der UNESCO anerkannten Biosphärenreservats Waterton.

## Lage und natürliche Gegebenheiten
Der Park grenzt mit seinem schroffen Bergland direkt an den US-amerikanischen Glacier-Nationalpark und bildet mit ihm zusammen den Waterton-Glacier International Peace Park, der 1995 von der UNESCO zum Weltnaturerbe erklärt wurde. Die Fläche des Parks beträgt 525 km², die höchste Erhebung bildet mit 2920 m der Mount Blakiston. Im Waterton-Lakes-Nationalpark liegt die namensgebende Seenkette am Übergang zwischen den endlosen Prärien der Great Plains und den Rocky Mountains, die sich hier wegen der Lewis-Überschiebung ohne jedes Vorgebirge aus der Ebene heben.
Das zonale Klima des Parks liegt im Übergangsbereich vom kalt- zum kühlgemäßigten Klima und ist humid, jedoch bereits kontinental. Entscheidend für die Vegetation ist allerdings das Gebirgsklima, das fünf ökologische Höhenstufen bedingt:
- 1280–1500 m: Foothills Parkland mit Grassteppe und Waldsteppe
- 1500–1650/1680 m: Montane Zone mit Grassteppe und Nadel-Mischwald
- 1650/1680–1950 m: Lower Subalpine mit Gebirgs-Nadelwald
- 1950–2250 m: Upper Subalpine mit Koniferen-Krummholz
- über 2250 m: Alpine Zone mit Bergtundra

Da es sich um einen über Grenzen hinweg reichenden Park handelt, wird er zu den Peace Parks gezählt. Die beiden Nationalparke bilden den Kern des Crown of the Continent Ecosystems, einem Naturraum, der in den Rocky Mountains weit über die Nationalparks hinausreicht.
Nach Westen grenzt der Park an den in British Columbia gelegenen Akamina-Kishinena Provincial Park, welcher ebenfalls noch zum Crown of the Continent Ecosystem gehört.
Der Park ist ganzjährig geöffnet, Hauptsaison ist von Juli bis August.

## Tierwelt
Obwohl der Nationalpark für kanadische Verhältnisse relativ klein ist, beherbergt er eine vielfältige Tierwelt: Über 250 Vogelarten, 60 Säugetierarten, 24 Fischarten und etwa zehn Arten von Reptilien und Amphibien wurden bisher nachgewiesen.
Die vielfältige Landschaft bietet allen einheimischen Raubtieren (Wolf, Puma, Vielfraß, Grizzlybär und Schwarzbär) eine Lebensgrundlage. An großen Huftieren kommen Elch, Wapiti-, Maultier- und Weißwedelhirsch, Bison, Dickhornschaf und Schneeziege vor.
Von den 255 nachgewiesenen Vogelarten kommen nur 37 das ganze Jahr über vor und 149 nisten im Park. Die Seen des Gebietes sind ein wichtiges Rastgebiet für wandernde Vogelarten. Blässhühner sind häufig die erste Art, die dabei auftritt, gefolgt von Pfeifschwänen, Zimtente, Löffelente und Kappensäger.
Im Februar 2021 siedelte Parks Canada sechs Prärie-Bisons aus der Herde im Elk Island National Park hier im Park wieder an, nachdem im September 2017 alle Bisons wegen eines Wildfeuers evakuiert werden mussten.

## Tourismus
Jährlich besuchen mehr als neun Millionen Menschen die sieben kanadischen Nationalparks der Region, davon muss der Waterton-Lakes-Nationalpark in der Regel die wenigsten verkraften (im Haushaltsjahr 2019/2020: 457.356) und diese konzentrieren auf wenige Punkte sowie die sommerliche Ferienzeit.

### Sehenswürdigkeiten
- Bear's Hump, ein kurzer Wanderweg, 1,5 km lang, ca. 200 Höhenmeter, von oben phantastische Aussicht auf die Waterton Townsite, Start direkt oberhalb des Visitor Centre
- Bootstour auf dem Upper Waterton Lake: Start von der Waterton Townsite. Die Fahrt führt über den 49. Breitengrad in die USA. Witzig: Die Grenze zu den USA ist mit bloßem Auge erkennbar; in den Wald zu beiden Seiten des Sees wurde eine etwa 30 Meter breite Schneise geschlagen. Am amerikanischen Ende des Sees kann man sich bei einem kleinen Marsch die Füße vertreten. Grandiose Ausblicke auf die den See umrandenden Berge.
- Red Rock Canyon
- Cameron Lake

Zwei bauliche Anlagen im Park wurden zu National Historic Site of Canada erklärt:
- Das Prince-of-Wales Hotel,[8] ein rustikales Eisenbahnhotel der Great Northern Railway, das typisch für den Hotelbau in kanadischen Nationalparks war und
- die First Oil Well in Western Canada,[9] die erste kommerziell genutzte Ölquelle im Westen Kanadas.